# Нгобила, Джентини
Джентини Мбака Нгобила (фр. Gentiny Mbaka Ngobila; род. 20 сентября 1964, Киншаса) — государственный и политический деятель Демократической Республики Конго. Являлся специальным уполномоченным, а затем в 2016 году избран губернатором Маи-Ндомбе. С 10 апреля 2019 года является губернатором городской провинции Киншасы, столицы Демократической Республики Конго.

## Биография
Родился 20 сентября 1964 года в Киншасе. Получил высшее образование в Консерватории искусств и ремёсел в Париже, где получил степень бакалавра в области администрирования и управления персоналом. После учебы в аспирантуре во Франции занялся бизнесом. Создал такие компании, как: The Best Security, затем Euro First Security во Франции, Universal Security и G-Com Service в Киншасе. В 2014 году стал президентом «Мотема Пембе», одного из самых успешных футбольных клубов в Киншасе. Также был продюсером нескольких записей, в частности, альбома Карлито — Makolo Masiya, а также некоторых концертов в Париже. В 2015 году назначен уходящим главой государства Жозефом Кабилой специальным уполномоченным в провинции Маи-Ндомбе. 9 января 2024 года, названный в числе 82 кандидатов в законодательные органы за мошенничество, избирательная комиссия приняла решение отстранить его от своих функций. И снять иммунитет губернатора по требованию суда кассационной инстанции, чтобы дать возможность возбудить уголовное дело за действия, в которых его обвиняют. Этот отказ от иммунитета затем снимается заместителем премьер-министра, министром внутренних дел до завершения расследования.<refJeune Afrique</ref>.